# Ньюаркский музей
не путать: Ньюаркский музей авиации (Newark Air Museum) в Ноттингемшире, Англия
Ньюаркский музей, англ. Newark Museum — крупнейший музей в штате Нью-Джерси (США), в городе Ньюарк. 
В нём представлены коллекции искусства индейцев и современных американских художников, а также искусства Азии, Африки и древнего мира. Галерея экспонатов, посвящённых Тибету, считается одной из старейших и лучших в мире: эта коллекция была приобретена у христианских миссионеров в начале XX века и включает подлинный буддийский алтарь, освящённый тогдашним Далай-ламой.

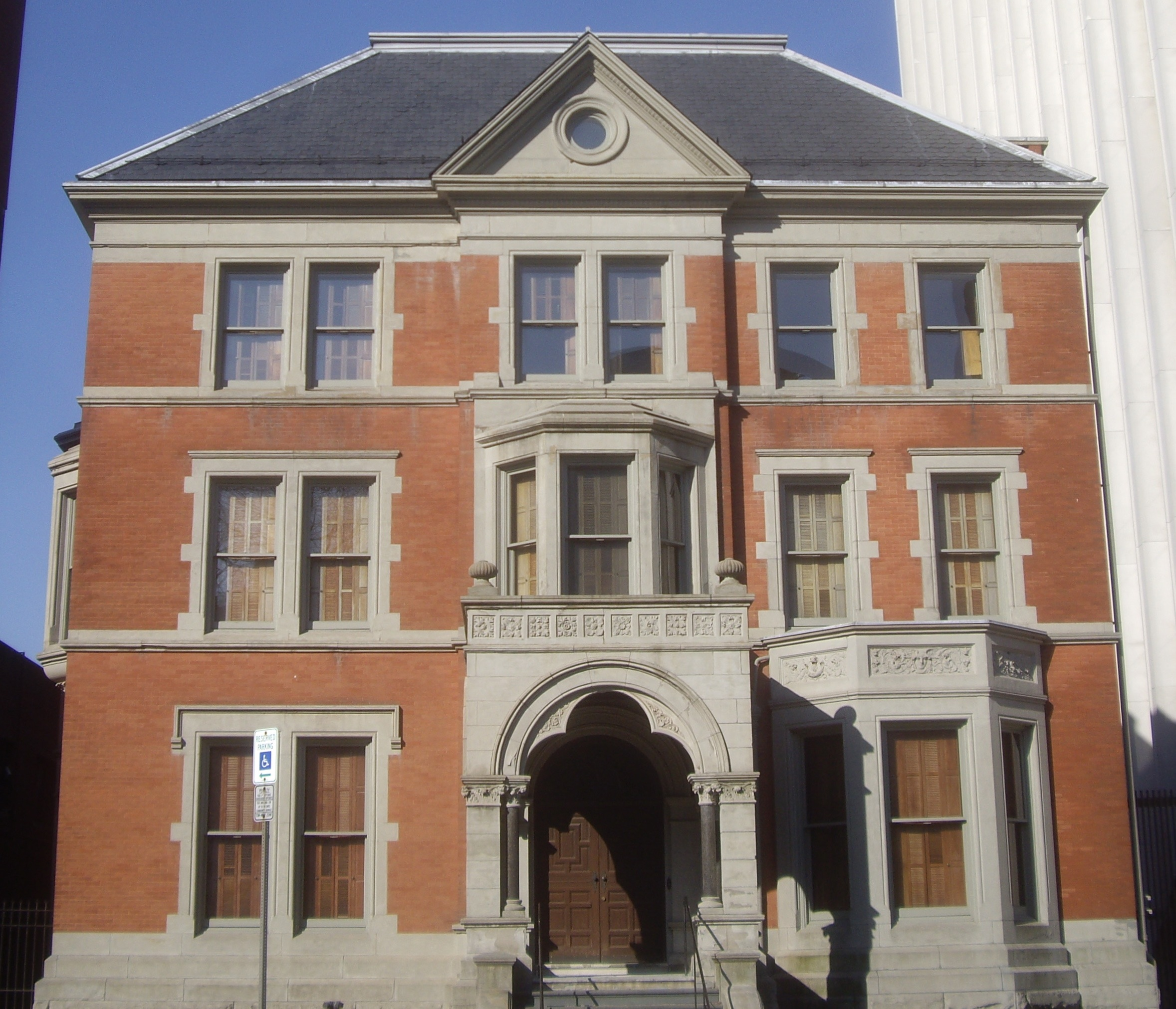
Баллантайн-Хаус — одно из зданий музея

Помимо большой коллекции произведений искусства, Ньюаркский музей содержит хорошую естественнонаучную экспозицию. При музее существуют мини-зоопарк, где содержатся более 100 живых животных, планетарий имени Дрейфуса и Викторианский зал науки, где представлено 70000 экспонатов естественнонаучной коллекции.
Музей организовал в 1909 году ньюаркский библиотекарь Джон Коттон Дана (John Cotton Dana). На то время основной в музее была коллекция японских гравюр, шелков и фарфора, собранная ньюаркским фармацевтом.
Первоначально расположенный на четвёртом этаже Ньюаркской публичной библиотеки,  в 1920-е годы музей переехал в собственное здание, благодаря пожертвованию мецената Луиса Бамбергера (Louis Bamberger). С тех пор музей неоднократно расширялся и в настоящее время занимает несколько зданий.
К музею можно добраться по легкорельсовой железнодорожной линии Ньюарка, открытой в 2006 году.